# Henrich Focke
Henrich Focke (8 d'octubre de 1890 – 25 de febrer de 1979) va ser un pioner de l'aviació alemanya. Va ser fundador de Focke-Wulf Flugzeugbau el 1924 i de Focke-Achgelis & Co. G.m.b.H el 1937. Va ser dissenyador del Focke-Wulf Fw 61 i del Focke-Achgelis Fa 223 d'entre d'altres helicòpters.

## Joventut
Henrich Focke va néixer a Bremen el 8 d'octubre de 1890, Focke va estudiar a la Universitat Leibniz de Hannover, on es va fer amic amb Georg Wulf el 1911. El 1914, ell i Wulf van presentar-se com a voluntaris a l'exèrcit però Focke va ser descartat per problemes cardíacs, però va ser finalment va ser allistat en un regiment d'infanteria. Després de servir al front oriental, va ser traslladat al Servei Aeri de l'Exèrcit Alemany Imperial.
Focke es va graduar el 1920 com a Dipl-Ing. El seu primer treball va ser amb la companyia Francke de Bremen com a dissenyador de sistemes de gas-aigua.

## Focke-Wulf and Focke-Achgelis

### Focke-Wulf
El 1923, amb Wulf i el doctor Werner Naumann, Focke va cofundar Focke-Wulf-Flugzeugbau GmbH. El 1927, Wulf va morir mentre feia una prova de vol del Focke-Wulf F 19.
El 1931, Focke Wulf es fusiona amb Albatros Flugzeugwerke. Focke-Wulf va construir els autogiros C.19 i C.30 de Juan de la Cierva amb llicència a partir de 1933, i Focke es va inspirar per dissenyar el primer helicòpter pràctic del món, el Focke-Wulf Fw 61, que va volar el 26 de juny de 1936 per primera vegada Hanna Reitsch.
El 1931 el Senat de la ciutat de Bremen va nomenar a Henrich Focke professor. Posteriorment va impartir conferències a la universitat tècnica de Bremen. El 1933, Focke va deixar la direcció de Focke-Wulf AG, que va fundar, per la pressió dels accionistes, però se li va permetre continuar la construcció d'avions d'ala rotativa. Tot i això, la direcció de Focke-Wulf AG no va veure les possibilitats de desenvolupament del concepte i va causar tals dificultats a Focke que finalment es va retirar de la companyia el 1936.

### Focke-Achgelis
El Ministeri de l'Aire, que havia quedat impressionat per l'helicòpter Focke-Wulf Fw 61, va suggerir a Focke que establís una nova empresa dedicada al desenvolupament d'helicòpters i li va emetre un requisit per a una millora de disseny del Fw 61, capaç de transportar una càrrega útil de 700 kg.
Focke va fundar la companyia Focke-Achgelis, el 1937, juntament amb el campió mundial en acrobàcia aèria Gerd Achgelis. En ella Focke continua els disseny d'helicòpters, com el Focke-Achgelis Fa 223.

## Post guerra
L'1 de setembre de 1945, Focke va signar un contracte amb l'empresa francesa SNCASE i va assistir en el desenvolupament del seu helicòpter de passatgers SE-3000, que es basava en el Focke-Achgelis Fa 223 "Drache" i que va volar per primera vegada el 1948.
El 1950, va treballar com a dissenyador a la Companyia d'Automòbils del Nord d'Alemanya (Norddeutsche Fahrzeugwerke) de Wilhelmshaven.
El 1952, Focke i altres membres del seu antic equip de disseny van ser contractats pel Centre Tècnic Aeroespacial del Brasil (CTA), en aquell moment el centre tècnic de la força aèria, per desenvolupar un convertiplà, el Convertiplà CTA que es va inspirar molt en el treball de Focke durant la guerra, el Fa 269. Mentre treballava al CTA, Focke també va desenvolupar el helicòpter biplaça BF-1 Beija-Flor (colibrí).
Focke va tornar definitivament a Alemanya el 1956 i va començar a desenvolupar un helicòpter de tres places anomenat "Kolibri" ("Colibrí") a la companyia Borgward de Bremen, amb el primer vol que va tenir lloc el 1958. Mentre treballava a Borgward, Focke va crear un túnel de vent en un cobert darrera de l'estació central de Bremen; aquest túnel de vent es va redescobrir el 1997 i és avui la peça central d'un museu dedicat a ell.
Després de la fallida de Borgward el 1961, Focke es va convertir en consultor de Vereinigte Flugtechnische Werke de Bremen i de la Deutsche Forschungsanstalt per a Luft-und Raumfahrt (Societat Alemanya d'Aeronàutica i Astronautica) 
Focke va ser guardonat amb el Ludwig-Prandtl-Ring de la Deutsche Gesellschaft de Luft-und Raumfahrt (Societat Alemanya d'Aeronàutica i Astronautica) per "una contribució destacada en el camp de l'enginyeria aeroespacial" el 1961. Focke va morir a Bremen el 25 de febrer de 1979.